# Adrianópolis (Pisidia)
Adrianópolis o Hadrianoupolis ( en griego antiguo: Ἁδριανούπολις  </link> ), conocida también como Hadriani, era un pueblo de la antigua Pisidia . 
Estaba cerca de Eğnes en Turquía asiática 